# Canarul Negru
Black Canary (nume tradus în română ca Privighetoarea sau Canarul Negru) este o supereroină creată de către Robert Kanigher și Carmine Infantino. Personajul a debutat în antologia de benzi desenate Flash Comics, în august 1947.
Una dintre primele supereroine DC, Canarul Negru este membră a multe dintre organizațiile emblematice de eroi ale companiei, printre care Justice Society of America și Justice League. De la sfârșitul anilor 1960, personajul a fost asociat cu supereroul arcaș Săgeata Verde, atât pe plan profesional, cât și sentimental. Ea este, de asemenea, strâns legată de familia de personaje Batman, și mai ales de Batgirl, cea mai bună prietenă a sa, cu care conduce echipa de supereroine Păsările de Pradă.
Povestea Canarului Negru a fost adaptată în diferite medii. În serialul de televiziune Birds of Prey, ea a fost interpretată de Rachel Skarsten și Lori Loughlin, iar în Smallville de Alaina Huffman. În Arrow și în alte seriale din Arrowverse, personajele Dinah Laurel Lance, Sara Lance și Dinah Drake sunt portretizate de Katie Cassidy, Caity Lotz și, respectiv, Juliana Harkavy. Dinah Lance și-a făcut debutul cinematografic în filmul din 2020, Păsări de pradă și fantastica Harley Quinn, parte a DC Extended Universe, și a fost interpretată de Jurnee Smollett.
O fire puternică, voalată în senzualitate, Canarul Negru a fost descrisă ca „arhetipul noilor eroine din era Filmului noir”. Justițiara a fost clasată de revista Wizard pe locul 71 în topul celor mai mari personaje de benzi desenate din toate timpurile, iar IGN a evaluat-o pe poziția 81 în topul celor mai măreți eroi. Deține, de asemenea, locul 26 în lista „Cele mai sexy 100 de femei din benzile desenate” a Comics Buyer's Guide.

## Caracterizare

### Dinah Drake
La debutul ei în Epoca de Aur, Canarul Negru a fost alter ego-ul lui Dinah Drake, și a participat la aventuri de luptă împotriva crimei alături de iubitul (și eventualul ei soț), detectivul din Gotham City, Larry Lance. Inițial, personajul a fost o luptătoare corp la corp fără superputeri, care adesea se dădea drept infractoare pentru a se infiltra în bandele criminale. Poveștile ulterioare o prezentau ca pe o artistă marțială de talie mondială cu o superputere: „strigătul canarului”, un țipăt sonic ce putea sparge obiecte și chiar ucide inamici. Când DC Comics și-a ajustat continuitatea, Canarul Negru a fost stabilită ca două entități separate: mama și fiica, Dinah Drake-Lance și Dinah Laurel Lance. Poveștile din Epoca de Argint s-au concentrat pe cea mai tânără Black Canary, atribuind abilitățile ei supraomenești unei mutații genetice.

### Dinah Laurel Lance

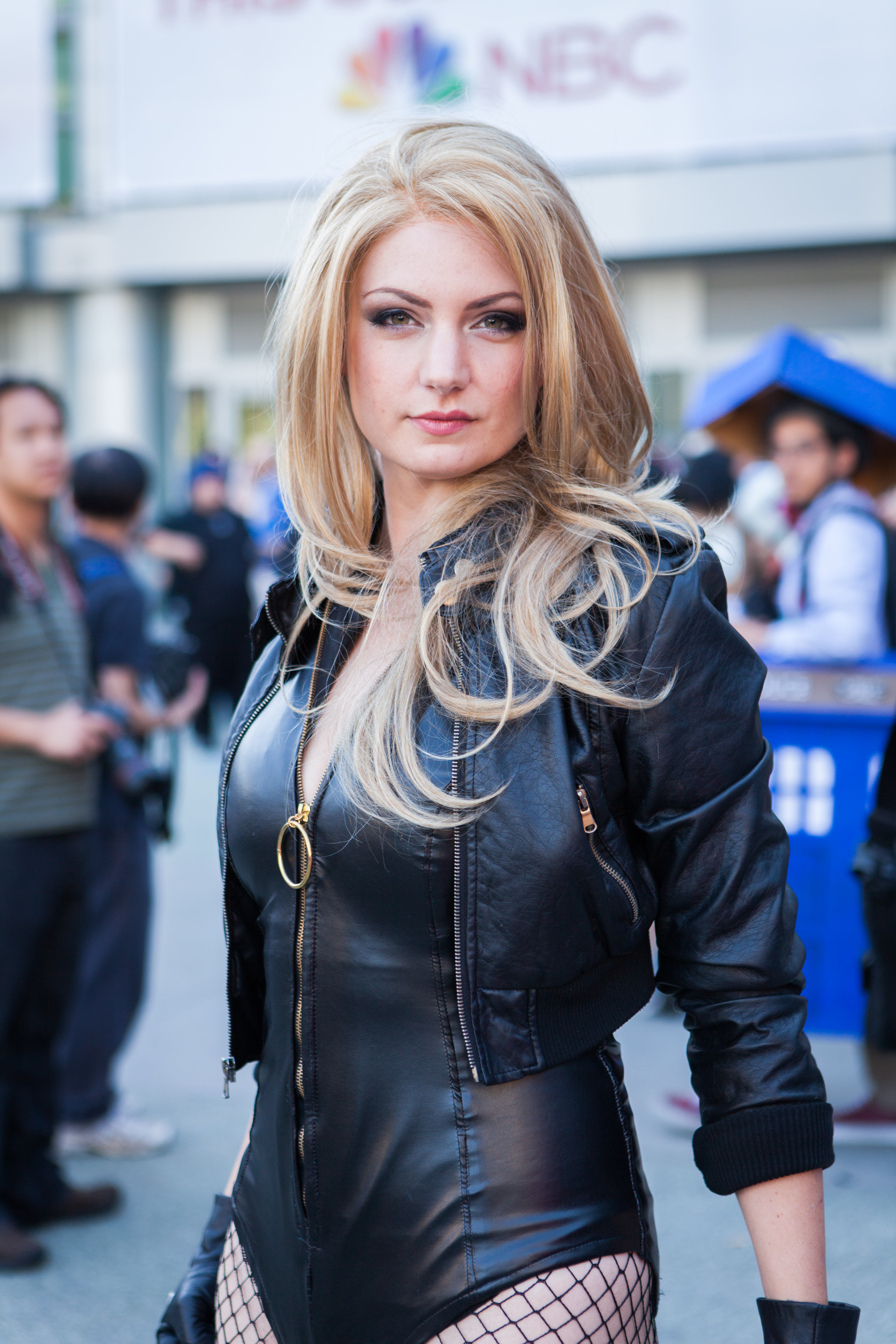
Costumul Canarului Negru (Dinah Laurel Lance)

În urma evenimentelor care au schimbat universul, din Crisis on Infinite Earths (care s-a încheiat în martie 1986), istoria Canarului Negru a fost revizuită. Povestea cu transplantul de minte din 1983 a fost eliminată; în această versiune a poveștii, Canarul Negru din zilele noastre este Dinah Laurel Lance, care își moștenește identitatea de la mama ei, Dinah Drake-Lance. Deși unele referințe (de exemplu, cele din seria Starman) au încercat să facă distincția între cei doi Canari numind-o pe prima „Diana”, relatările recente au confirmat că Dinah este numele de botez al mamei.
Poveștile de origine ale celor doi Canari au fost relatate în întregime în Secret Origins (vol. 2) #50, în august 1990. În această poveste, Dinah Drake este antrenată de tatăl ei, detectivul Richard Drake, cu intenția de a-l urma în poliția din Gotham City. Când este refuzată, tatăl ei dezamăgit moare. Hotărâtă să îi onoreze memoria, Dinah luptă împotriva crimei și corupției prin orice mijloace posibile. Devine justițiară costumată, folosindu-și moștenirea pentru a deschide o florărie ca slujbă de zi. Dinah se căsătorește cu iubitul ei, detectivul particular Larry Lance, iar câțiva ani mai târziu se naște fiica lor, Dinah Laurel Lance (Birds of Prey #66 din iunie 2004 va stabili că au luat numele „Laurel” de la o bibliotecară cu care Dinah s-a împrietenit în timpul unui caz).

## Publicații

Dinah Drake în paginile All Star Comics #45 (februarie 1949)

Dinah Drake și-a făcut debutul în Flash Comics #86 (august 1947) ca personaj secundar în seria „Johnny Thunder”, scrisă de autorul evreu cu origini românești, Robert Kanigher, și desenată de Carmine Infantino. Ea a apărut inițial ca personaj negativ. Johnny se îndrăgostește instantaneu de ea. Dinah este ulterior dezvăluită ca fiind infiltrată într-o bandă de infractori.
În Flash Comics #92 (februarie 1948), ea primește propria sa antologie, Black Canary.  Noua serie a dezvoltat povestea de fond a Canarului Negru: Dinah Drake era o florăreasă cu părul negru îndrăgostită de Larry Lance, un detectiv al Departamentului de Poliție din Gotham City. Ea se întâlnește pentru prima dată cu Justice Society of America în All Star Comics #38 (decembrie 1947-ianuarie 1948), alăturându-se echipei în All Star Comics #41 (iunie-iulie 1948). Printre dușmanii lui Black Canary se numără numărul criminal de circ, Carno, și călăreții săi mascați, precum și Ordinul Sacru al Cristalului Crimson.
Black Canary a fost revitalizată împreună cu celelalte personaje din Epoca de Aur în anii 1960. În aceste povești, se stabilește retroactiv că ea trăiește în lumea paralelă a Pământului-2 (locul de origine al versiunilor din Epoca de Aur ale personajelor DC), în Irlanda. Căsătorită cu Larry Lance încă din anii 1950, Dinah participă la team-up-urile anuale dintre Societatea Dreptății din America și Liga Dreptății de pe Terra-1.

## Adaptări

### Filme de animație
- Dinah Drake și Dinah Laurel Lance, întrupările lui Black Canary, au apărut fără să vorbească în Justice League: The New Frontier, prima apărând ca membră a Societății Dreptății din America, în timp ce a doua apare ca parte a următoarei generații de eroi.

- Încarnarea Dinah Laurel Lance a lui Black Canary apare în DC Showcase: Green Arrow, dublată de Grey DeLisle. Această versiune este iubita, și mai târziu logodnica, lui Green Arrow.

- Încarnarea Dinah Laurel Lance a lui Black Canary apare în Justice League: Crisis on Two Earths, cu vocea lui Kari Wuhrer. Această versiune este o asociată a Ligii Dreptății. În plus, o încarnare ticăloasă din universul alternativ a personajului numit Scream Queen are o apariție minoră ca membru al Sindicatului Crimei, sub comanda lui Johnny Quick.

- Întruchiparea Dinah Laurel Lance a lui Black Canary face o apariție cameo, fără să vorbească, în Lego Batman: Filmul.

- Încarnarea Dinah Laurel Lance a lui Black Canary apare în Haideți, Tineri Titani, la film!.

- Încarnarea Dinah Laurel Lance a lui Black Canary apare în Scooby-Doo! & Batman: The Brave and the Bold, dublată din nou de Grey DeLisle.

- O întruchipare în univers alternativ a lui Dinah Drake / Black Canary apare în Justice Society: World War II, dublată de actrița cu origini românești, Elysia Rotaru. Această versiune este o membră a Societății Dreptății din America de pe Pământul 2, care a avut anterior o relație cu Larry Lance, și care manifestă o atracție față de coechipierul Hawkman, până când acesta este ucis în acțiune.

- Încarnarea Dinah Laurel Lance a lui Black Canary va apărea în Justice League x RWBY: Super Heroes & Huntsmen: Partea a doua, dublată de Jamie Chung.[13]

### Seriale de animație
- Un personaj bazat pe Dinah Drake / Black Canary numit Donna Nance / Black Siren apare în episodul în două părți al Ligii Dreptății, „Legends”, cu vocea lui Jennifer Hale. Ea este o membră a Justice Guild of America.

- Încarnarea Dinah Laurel Lance a lui Black Canary apare în Liga Dreptății fără limite,[14] dublată de Morena Baccarin. Această versiune este membră a Ligii Dreptății, elevă a lui Wildcat, iubită a lui Green Arrow și rivală a lui Huntress.

- Încarnarea Dinah Laurel Lance a lui Black Canary apare în Batman: Neînfricat și cutezător, dublată de Grey DeLisle. Această versiune este membră a Păsărilor de Pradă și asociată a Societății Dreptății din America (JSA) prin intermediul lui Wildcat și al mamei sale, Dinah Drake / Black Canary (dublată tot de DeLisle). În plus, aceasta din urmă apare în flashback-uri prezentate în episodul „Era de aur a dreptății!”, în care a luptat alături de JSA până când a fost ucisă în acțiune, în timp ce salva oameni dintr-o clădire în flăcări. Înainte de a muri, ea i-a cerut lui Wildcat să aibă grijă de fiica sa.

- Încarnarea Dinah Lance a lui Black Canary apare în Tinerii justițiari, dublată de Vanessa Marshall.[15][16] Co-creatorul serialului, Greg Weisman, a declarat că rolul ei în serial a fost plasat, în parte, pentru că era personajul său preferat din DC Comics.[17] Această versiune este un membru al Ligii Dreptății, care servește ca antrenor de luptă și consilier pentru echipă. În cel de-al doilea sezon, ea devine președinta Ligii.

- Încarnarea Dinah Laurel Lance a lui Black Canary apare în segmentul „Green Arrow” din DC Nation Shorts, dublată de Kari Wahlgren.

- Încarnarea Dinah Laurel Lance a lui Black Canary apare în segmentul Mad, „That's What Super Friends are For”, cu vocea interpretată de Tara Strong.

- Încarnarea Dinah Laurel Lance a lui Black Canary are apariții cameo în Justice League Action.